# Sofia Hublitz
Sofia Hublitz, née le 1er juin 1999 à Richmond (Virginie), est une actrice américaine. Elle apparaît dans la série télévisée américaine Ozark (2017) avec Jason Bateman et Laura Linney, dans le rôle de leur fille.

## Biographie
À 14 ans, Sofia Hublitz concourt à MasterChef Junior (en) (US) en 2013 et termine huitième. 
Elle joue Danielle Hoffman dans deux épisodes de la série télévisée Louie en 2014, et la "jeune" Sylvia dans un épisode unitaire de Horace et Pete en 2016. 
Depuis 2017, elle est Charlotte Byrde, fille des protagonistes Marty et Wendy Byrde – joués par Jason Bateman et Laura Linney – dans la série Netflix, Ozark.

## Filmographie

### Séries télévisées
- 2014 : Louie - Danielle Hoffman
- 2016 : Horace and Pete - Sylvia (jeune)
- 2017-2022 : Ozark - Charlotte Byrde